# Annette Haven
Annette Haven (Las Vegas, 1º dicembre 1954) è un'ex attrice pornografica statunitense, attiva durante gli anni settanta e ottanta. È stata una delle prime star dell'industria hard.

## Biografia
Prima del successo nel porno, Annette Robinson lavorò come aiuto infermiera, danzatrice esotica all'O'Farrell Theatre di San Francisco (dove iniziò a utilizzare il nome d'arte "Annette Haven"), e massaggiatrice, sempre nell'area della baia di San Francisco. La prima apparizione cinematografica della Haven risale alla metà degli anni settanta. Principalmente veniva scritturata per interpretare ruoli alternativamente di verginella o di femme fatale. Il debutto hardcore della Haven avvenne nel cortometraggio Lady Freaks di Alex de Renzy del 1973. Nel 1978 ricevette dall'Adult Film Association of America il premio come miglior attrice non protagonista per il lungometraggio A Coming of Angels (1977).
Riconosciuta come una vera professionista e un'attrice di classe nell'ambiente, recitò anche con l'attore porno più famoso di tutti i tempi, John Holmes, senza perdere la sua naturale raffinatezza. Era molto selettiva nello scegliere sia i film da interpretare che gli attori con cui recitare. Rifiutò sempre di girare scene che includessero bondage, violenza o cumshot (eiaculazioni sul viso), che ella reputava degradanti per le donne, guadagnandosi così la nomea di femminista ante litteram del mondo del porno. La sua filmografia annovera veri e propri classici dell'hard come Le dolci intimità di Annette e Brivido erotico; altri suoi film famosi sono il surreale Barbara Broadcast, Blue Obsessions, Tentazioni di una moglie infedele e SexWorld. La Haven è stata introdotta sia nella Hall of Fame degli attori della XRCO che in quella della AVN, i due maggiori riconoscimenti nell'industria del porno.
Annette Haven ha recitato anche in un film mainstream, in 10 di Blake Edwards, in cui interpreta una delle attrici porno che vivono sulla collina. Fu anche in lizza per interpretare il ruolo della protagonista, che poi andò a Melanie Griffith, in Omicidio a luci rosse di Brian De Palma e divenne inoltre una delle consulenti per il film. Infine rifiutò una parte in L'ululato di Joe Dante, a causa dell'eccessiva violenza del film stesso. La Haven si ritirò dalle scene alla fine degli anni ottanta, sebbene sia riapparsa a metà anni novanta per recitare in un paio di video fetish insieme ai suoi vecchi colleghi di un tempo, Jamie Gillis, e Kim Wylde. Attualmente vive nella Mill Valley, in California (nella contea di Marin), con suo marito.

## Riconoscimenti
- AVN Awards
  - Hall of Fame[3]
- XRCO Award
  - 1986 – Hall of Fame[4]
- Altri premi
  - 1977: AFAA Award – Miglior attrice non protagonista per A Coming of Angels (1977)

## Filmografia

### Attrice
- Lady Freaks, regia di Alex de Renzy (1973) - cortometraggio
- Deep Tango, regia di Zachary Strong (1974)
- China Girl, regia di Paul Aratow (1974)
- Carnal Haven, regia di Carlos Tobalina (1975)
- Easy Alice, regia di Joey Silvera (1976)
- Teenage Sex Therapy, regia di Stu Segall (1976)
- The Autobiography of a Flea, regia di Sharon McNight (1976)
- One of a Kind, regia di Carlos Tobalina (1976)
- Femmes de Sade, regia di Alex de Renzy (1976) - non accreditata
- Overnight Sensation, regia di Robert Benjamin, Al Jarry & Rico Manzini (1976)
- Spirit of Seventy Sex, regia di Stu Segall (1976)
- Tapestry of Passion, regia di Alan Colberg (1976)
- Dungeon of Lust, regia di Roger Marks (1976)
- Naked Afternoon, regia di Alan Colberg (1976)
- Her Last Fling, regia di Carlos Tobalina (con lo pseudonimo "Bruce Van Buren") (1976)
- Barbara Broadcast, regia di Radley Metzger (con lo pseudonimo "Henry Paris") (1977)
- A Coming of Angels, regia di Joel Scott (1977)
- Le dolci intimità di Annette (Desires Within Young Girls), regia di Richard Kanter (con lo pseudonimo "Ramsey Karson") (1977)
- Blue Obsessions (Obsessed), regia di Martin & Martin (1977)
- Reflections, regia di Michael Zen (1977)
- SexWorld, regia di Anthony Spinelli (1977)
- Soft Places, regia di Maria Lease (1977)
- The Ultimate Pleasure, regia di Carlos Tobalina (1977)
- Tentazioni di una moglie infedele (V the Hot One), regia di Gary Graver (1977)
- Visions of Clair, regia di Zachary Strong (1977)
- Brivido erotico (Maraschino Cherry), regia di Radley Metzger (con lo pseudonimo "Henry Paris") (1978)
- Dracula... Ti succhio (Dracula Sucks), regia di Phillip Marshak (1978)
- Jungle Blue, regia di Carlos Tobalina (1978)
- Take Off (...e ora spogliati) (Take Off), regia di Armand Weston (1978)
- Black Silk Stockings, regia di Chris Warfield (1979)
- Cave Women, regia di Annette Haven (1979)
- Deep Rub, regia di Leonard Kirtman (1979)
- Female Athletes, regia di Leonard Kirtman (1979)
- For the Love of Pleasure, regia di Edwin Brown (1979)
- Love You!, regia di John Derek (1979)
- 10, regia di Blake Edwards (1979) - non accreditata
- The Blonde, regia di Elliot Lewis & Harry Lewis (1980)
- Coed Fever, regia di Gary Graver (1980)
- F, regia di Svetlana Mischoff (1980)
- High School Memories, regia di Anthony Spinelli (1980)
- Ladies Night, regia di Harry Lewis (1980)
- Dracula's Bride, regia di William Margold (1980)
- Limited Edition 11 (1980)
- Mykonos ou le pays gay, regia di Herbert Stend (1980)
- Oralità di una moglie (Wicked Sensations), regia di Ron Chrones (1980)
- 8 to 4, regia di Ken Gibb (1981)
- Between the Sheets, regia di Anthony Spinelli (1981)
- Charli, regia di Stu Segall (1981)
- Peaches and Cream, regia di Gary Graver (1981)
- The Seven Seductions, regia di Charles Webb (1981)
- Un corpo che urla (Skintight), regia di Ed De Priest (1981)
- Sound of Love, regia di Alan Vydra (1981)
- Swedish Erotica 22, regia di Bob Vosse (1981)
- Folli notti di piacere (A Thousand and One Erotic Nights), regia di Edwin Brown (1982)
- Brief Affair, regia di Ken Gibb (1982)
- Center Spread Girls, regia di Gary Graver (1982)
- Sexloose, regia di Gerd Wasmund (1982)
- Girl From S.E.X., regia di Paul Vatelli (1982)
- Memphis Cathouse Blues, regia di Ken Gibb (1982)
- Teenager in Love, regia di Gérard Kikoïne & Alan Vydra (1982)
- Hot Pursuit, regia di Willem van Batenburg (1983)
- Bodies in Heat, regia di Paul Vatelli (1983)
- Public Affairs, regia di Henri Pachard (1983)
- Swedish Erotica 45 (1983)
- Swedish Erotica 46 (1983)
- Eighth Erotic Film Festifal, regia di Jack Genero (1984)
- Hot Girls in Love (1984)
- Las Vegas Hustle, regia di Gerd Wasmund (1984)
- A Coming of Angels: "The Sequel", regia di Guido Williams & Joe Williams (1985)
- Trick or Treat, regia di Ned Morehead (1985)
- The Grafenberg Spot, regia di Artie Mitchell (1985)
- Tower of Power, regia di Gary Graver (1985)
- The Bigger the Better (1986)
- Charm School, regia di Henri Pachard (1986)
- The Huntress, regia di Richard Mailer (1987)
- The Passion Within, regia di Will Kelly (1987)
- Summer of '72, regia di Ken Gibb (1987)
- The Nicole Stanton Story: "The Rise", regia di Alex de Renzy & Henri Pachard (1988)
- Talk Dirty to Me 6, regia di Henri Pachard (1988)
- La bottega del piacere, regia di Arduino Sacco (1988)
- To the Top: The Nicole Stanton Story Part Two, regia di Alex de Renzy & Henri Pachard (1988)
- Bodies in Heat... the Sequel, regia di Henri Pachard (1989)
- Sheer Haven (1989)

### Regista
- Cave Women (1979)